# Alken Station
Alken Station er en dansk jernbanestation i stationsbyen Alken mellem Silkeborg og Skanderborg i Østjylland.